# Grimeton
Grimeton ist ein Ort in der schwedischen Gemeinde Varberg, bekannt vor allem für den 1924 erbauten Längstwellensender SAQ, ein rein elektromechanisch arbeitender Maschinensender, der letzte funktionsfähige weltweit: Am 2. Juli 2004 wurde die Sendeanlage in Grimeton von der UNESCO zum Weltkulturerbe erklärt.
Das Statistiska centralbyrån hat in dem Bereich 2015 wieder zwei Ortschaften als Småorter ausgewiesen: Grimeton beim früheren gleichnamigen Bahnhof der 1911 eröffneten und 1961 stillgelegten und später abgebauten Bahnstrecke Varberg–Ätran und das gut zwei Kilometer südöstlich davon gelegene ursprüngliche Kirchdorf Grimetons kyrkby, das nach 1995 wegen der unter 50 gesunkenen Einwohnerzahl nicht als Småort geführt wurde. Der Längstwellensender erstreckt sich unmittelbar südwestlich der Straße zwischen den beiden Ortsteilen.
Die Kirche des Ortes stammt aus dem Mittelalter und wurde zuletzt 1995 renoviert. In der Nähe befinden sich der Menhir Slummesten sowie das Gräberfeld am Högaberg.

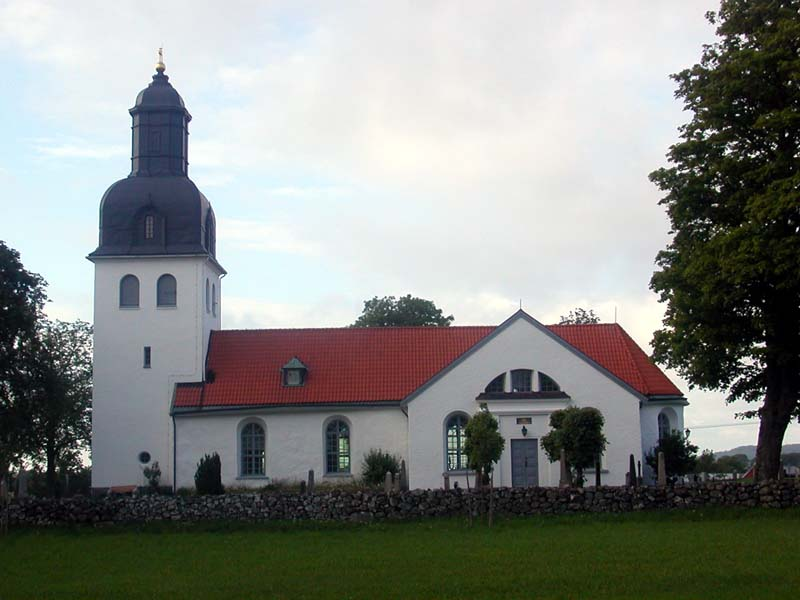
Kirche von Grimeton
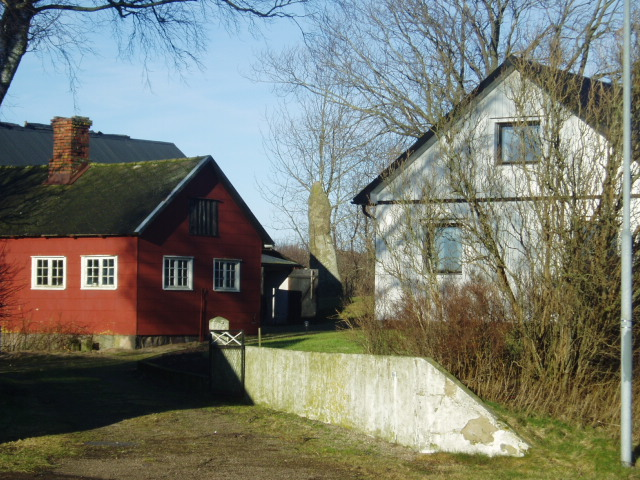
Ortsansicht
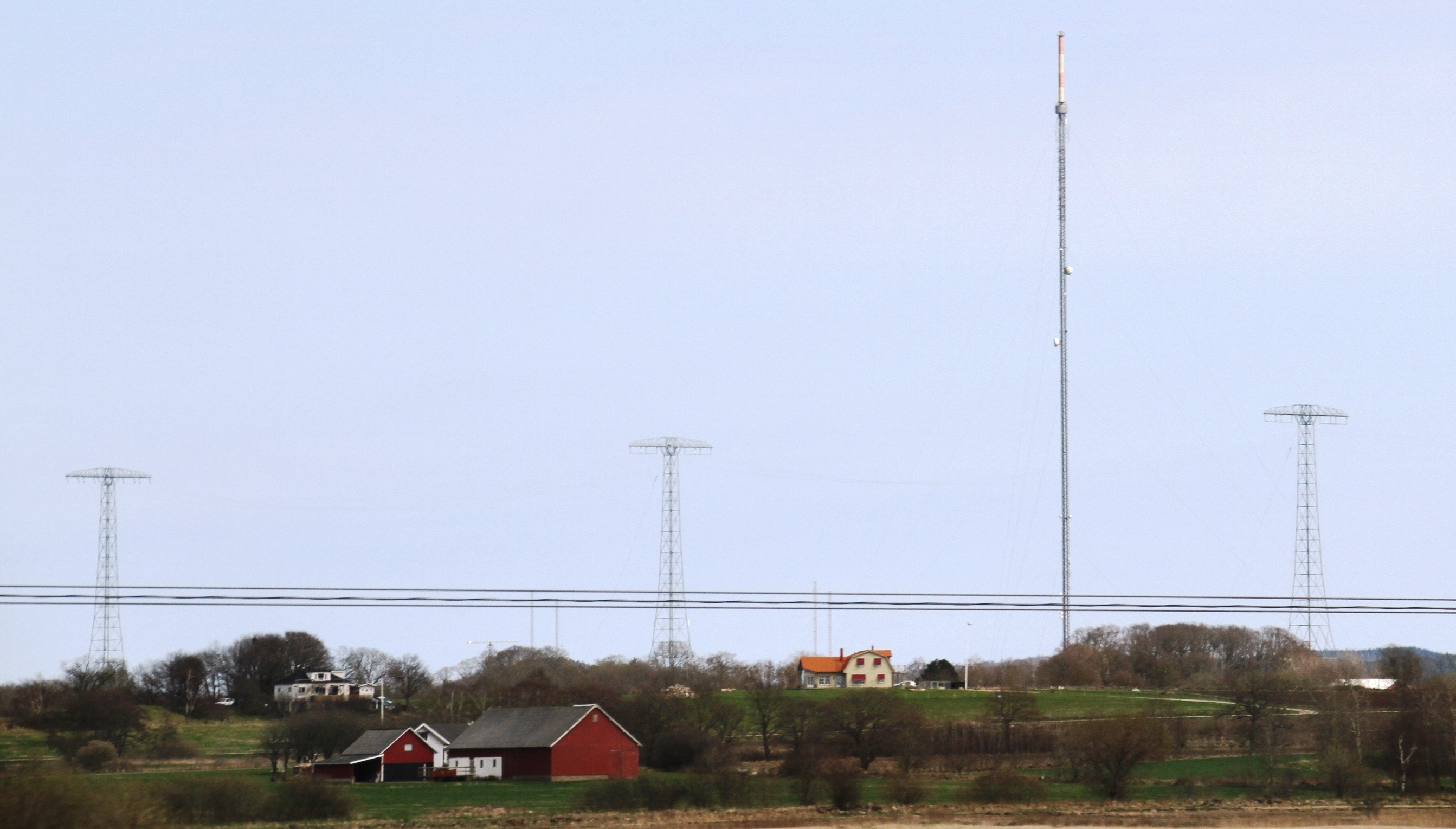
Längstwellensender von 1924, 127 Meter hoch

## Quelle
1. 1 2 3 4  Statistiska centralbyrån: Småorter 2015, byggnader, areal, överlapp tätorter, koordinater (Excel-Datei)